# Anthodioctes agnatus
Anthodioctes agnatus är en biart som först beskrevs av Cresson 1878.  Anthodioctes agnatus ingår i släktet Anthodioctes och familjen buksamlarbin. Inga underarter finns listade i Catalogue of Life.